# Hoa hậu Aruba
Hoa hậu Aruba ((tiếng Anh Miss Aruba) là một cuộc thi sắc đẹp tại Aruba được tổ chức lần đầu tiên vào năm 1964.Người chiến thắng của cuộc thi giành quyền đại diện cho Aruba tham dự cuộc thi Hoa hậu Hoàn vũ.

## Các đại diện tham dự các cuộc thi sắc đẹp quốc tế
Color key
- Declared as Winner
- Ended as runner-up
- Ended as one of the finalists or semifinalists

### Hoa hậu Hoàn vũ Aruba
Trong truyền thống,người chiến thắng cuộc thi Hoa hậu Aruba sẽ đại diện cho Aruba tham dự cuộc thi Hoa hậu Hoàn vũ.
| Year | Miss Aruba                       | Placement     | Special Awards    |
| 1964 | Lidia Lidwina Henriquez          | Unplaced      |                   |
| 1965 | Dorinda Croes                    | Unplaced      |                   |
| 1966 | Sandra Fang                      | Unplaced      |                   |
| 1967 | Ivonne Maduro                    | Unplaced      |                   |
| 1968 | Sandra Croes                     | Unplaced      |                   |
| 1969 | Jeanette Geerman                 | Unplaced      |                   |
| 1970 | Linda Annette Richmon            | Unplaced      |                   |
| 1971 | Vicenta Vallita Maduro           | Unplaced      |                   |
| 1972 | Ivonne Dirksz                    | Unplaced      |                   |
| 1973 | Monica Ethline Oduber            | Unplaced      |                   |
| 1974 | Maureen Ava Vieira               | 4th Runner-up |                   |
| 1975 | Martica Pamela Brown             | Unplaced      |                   |
| 1976 | Cynthia Marlene Bruin            | Unplaced      |                   |
| 1977 | Margaret Eldrid Oduber           | Unplaced      |                   |
| 1978 | Margarita Marieta Tromp          | Unplaced      | Miss Press        |
| 1979 | Lugina Liliana Margareta Vilchez | Unplaced      |                   |
| 1980 | Magaly Celestina Maduro          | Unplaced      |                   |
| 1981 | Synia Reyes                      | Unplaced      |                   |
| 1982 | Noriza Antonio Helder            | Unplaced      |                   |
| 1983 | Milva Evertz                     | Unplaced      |                   |
| 1984 | Jacqueline Deborah van Putten    | Unplaced      |                   |
| 1986 | Mildred Jacqueline Semeleer      | Unplaced      |                   |
| 1989 | Karina Felix                     | Unplaced      |                   |
| 1990 | Gwendolyne Charlotte Kwidama     | Unplaced      |                   |
| 1992 | Yerusha Rasmijn                  | Unplaced      |                   |
| 1993 | Dyane Escalona                   | Unplaced      |                   |
| 1994 | Alexandra Ochoa Hincapie         | Unplaced      |                   |
| 1995 | Marie-Denise Herrlein            | Unplaced      |                   |
| 1996 | Taryn Scheryl Mansell            | 1st Runner-up |                   |
| 1997 | Karen-Ann Peterson               | Unplaced      |                   |
| 1998 | Wendy Lacle                      | Unplaced      |                   |
| 1999 | Irina Croes                      | Unplaced      |                   |
| 2000 | Tamara Scaroni                   | Unplaced      | Miss Congeniality |
| 2001 | Denise Balinge                   | Unplaced      |                   |
| 2002 | Deyanira Ludwina Frank           | Unplaced      |                   |
| 2003 | Malayka Rasmijn                  | Unplaced      |                   |
| 2004 | Zizi Lee                         | Unplaced      |                   |
| 2005 | Luisana Cicilia                  | Unplaced      |                   |
| 2006 | Melissa Vanessa Laclé            | Unplaced      |                   |
| 2007 | Carolina Raven                   | Unplaced      |                   |
| 2008 | Tracey Nicolaas                  | Unplaced      |                   |
| 2009 | Dianne Croes                     | Unplaced      |                   |
| 2010 | Priscilla Lee                    | Unplaced      |                   |
| 2011 | Gillain Berry                    | Unplaced      |                   |
| 2012 | Liza Helder                      | Unplaced      |                   |
| 2013 | Stefanie Evangelista             | Unplaced      |                   |
| 2014 | Digene Zimmerman                 | Unplaced      |                   |
| 2015 | Alysha Boekhoudt                 | Unplaced      |                   |
| 2016 | Charlene Leslie                  | Unplaced      |                   |
| 2017 | TBA                              | TBA           |                   |

- Digene Zimmerman từng giành chiến thắng tại cuộc thi Reina Hispanoamericana 2015

### Hoa hậu Thế giới Aruba
Á hậu 1 Hoa hậu Aruba  sẽ đại diện cho Aruba tham dự cuộc thi Hoa hậu Thế giới.
| Year | Miss Aruba                       | Placement     | Special Awards                                                                  |
| 1964 | Regina Croes                     | Unplaced      |                                                                                 |
| 1966 | Reina Patricia Hernandez         | Unplaced      |                                                                                 |
| 1972 | Sandra Werleman                  | Unplaced      |                                                                                 |
| 1973 | Edwina Diaz                      | Unplaced      |                                                                                 |
| 1974 | Esther Angeli Luisa Marugg       | Unplaced      |                                                                                 |
| 1975 | Cynthia Marlene Bruin            | Unplaced      |                                                                                 |
| 1976 | Maureen Wever                    | Unplaced      |                                                                                 |
| 1977 | Helene Marie Croes               | Unplaced      |                                                                                 |
| 1978 | Rose Anne Marie Lejuez           | Unplaced      |                                                                                 |
| 1979 | Vianca van Hoek                  | Unplaced      |                                                                                 |
| 1980 | Ethline Ambrosia Dekker          | Unplaced      |                                                                                 |
| 1981 | Gerarda Hendrine Jantiene Reopel | Unplaced      |                                                                                 |
| 1982 | Noriza Antonia Helder            | Unplaced      |                                                                                 |
| 1983 | Audrey Bruges                    | Unplaced      |                                                                                 |
| 1984 | Margaret Jane Bislick            | Unplaced      |                                                                                 |
| 1985 | Jacqueline Deborah van Putten    | Unplaced      |                                                                                 |
| 1989 | Delailah Odor-Wever              | Unplaced      |                                                                                 |
| 1990 | Gwendolyne Kwidama               | Top 10        |                                                                                 |
| 1991 | Sandra Croes                     | Unplaced      |                                                                                 |
| 1992 | Solange Noelle Nicolaas          | Unplaced      |                                                                                 |
| 1993 | Christina van der Berg           | Unplaced      |                                                                                 |
| 1995 | Tessa Pieterz                    | Unplaced      |                                                                                 |
| 1996 | Afranina Henriques               | Top 10        | Nữ hoàng Caribbe                                                                |
| 1997 | Michella Laclé Croes             | Unplaced      |                                                                                 |
| 1998 | Judelca Shahira Briceno          | Unplaced      |                                                                                 |
| 1999 | Cindy Vanessa Cam Lin Martinus   | Unplaced      |                                                                                 |
| 2000 | Monique Angelique van der Horn   | Unplaced      |                                                                                 |
| 2001 | Zizi Lee                         | 1st Runner-up | Miss World Caribbean                                                            |
| 2002 | Rachelle Oduber                  | Top 20        | Miss World Caribbean                                                            |
| 2003 | Nathalie Biermanns               | Unplaced      |                                                                                 |
| 2004 | Luisana Nikually Cicilia         | Unplaced      |                                                                                 |
| 2005 | Sarah Carolina Juddan            | Unplaced      |                                                                                 |
| 2006 | Shanandoa Wijshijer              | Unplaced      |                                                                                 |
| 2007 | Boyoura Martijn                  | Unplaced      |                                                                                 |
| 2008 | Christina Trejo                  | Unplaced      |                                                                                 |
| 2009 | Nuraisa Lispier                  | Unplaced      |                                                                                 |
| 2010 | Kimberly del Valle Kuiperi       | Unplaced      |                                                                                 |
| 2011 | Gillain Berry                    | Unplaced      | - Top 36, Hoa hậu Bãi biển                                                      |
| 2012 | Lucianette Verhoeks              | Unplaced      |                                                                                 |
| 2013 | Larisa Leeuwe                    | Top 20        | - Top 10 Hoa hậu Nhân ái - Top 20 Hoa hậu Thể thao - Top 33 Thời trang bãi biển |
| 2014 | Joitza Henriquez                 | Unplaced      |                                                                                 |
| 2015 | Nicole Van Tellingen             | Unplaced      |                                                                                 |
| 2016 | Lynette do Nascimento            | Unplaced      | - Top 24 Hoa hậu Thể thao                                                       |
| 2017 | TBA                              | TBA           |                                                                                 |

### Hoa hậu Quốc tế Aruba
Từ giữa năm 1994 đến năm 2011,Á hậu 2 cuộc thi Hoa hậu Aruba sẽ đại diện cho Aruba tham dự cuộc thi Hoa hậu Quốc tế. 
| Year | Miss Aruba                     | Placement     | Special Awards        |
| 1994 | Alexandra Ochoa Hincapié       | 1st Runner-up |                       |
| 1995 | Yolanda Janssen                | Unplaced      |                       |
| 1996 | Julisa Marie Lampe             | Unplaced      |                       |
| 1997 | Louisette Mariela Vlinder      | Unplaced      |                       |
| 1998 | Anushka Sheritsa Lew Jen Tai   | Unplaced      |                       |
| 1999 | Cindy Vanessa Cam Lin Martinus | Unplaced      |                       |
| 2000 | Carolina Francisca Albertsz    | Unplaced      | Best National Costume |
| 2001 | Daphne Dione Croes             | Top 15        |                       |
| 2002 | Jerianne Tiel                  | Unplaced      |                       |
| 2003 | Falon Juliana Lopez            | Unplaced      |                       |
| 2004 | Ysaura Giel                    | Unplaced      |                       |
| 2005 | Gita van Bochove               | Unplaced      |                       |
| 2006 | Luizanne "Zenny" Donata        | Unplaced      |                       |
| 2007 | Jonella Oduber                 | Unplaced      | Best National Costume |
| 2008 | Nuraisa Lispier                | Unplaced      | Best National Costume |
| 2009 | Christina Trejo                | Unplaced      |                       |
| 2010 | Ivana Werleman                 | Unplaced      |                       |
| 2011 | Vivian Chow                    | Unplaced      | Goodwill Ambassador   |

### Hoa hậu Hòa bình Quốc tế Aruba
| Year | Contestant   | Placement | Special Awards |
| 2016 | Chimay Ramos | Unplaced  |                |